# Wieża widokowa na Kamionnej
Wieża widokowa na Kamionnej – turystyczna wieża widokowa na Kamionnej (801 m) w Beskidzie Wyspowym.

## Historia
Na szczycie Kamionnej po II wojnie światowej istniała drewniana wieża triangulacyjna, stąd też szczyt ten czasami nazywano Patrią (nazwa pochodzi od słowa „patrzeć”, tak nazwano kilka gór w Beskidach, na których stały drewniane wieże triangulacyjne). Wieża dawno już jednak spróchniała, a szczyt Kamionnej jest porośnięty lasem, więc pozbawiony widoków. Istniała potrzeba budowy nowej wieży widokowej, istnieje także trend do budowy takich wież, gdyż powodują one znaczący wzrost ruchu turystycznego w ich okolicy. Dzięki porozumieniu czterech gmin na początku 2023 roku rozpoczęto budowę wieży, oddano ją do eksploatacji w listopadzie tegoż roku. Sam szczyt Kamionnej, na którym stoi wieża znajduje się na terenie wsi Makowica w gminie Limanowa, ale tuż po jego północno-wschodniej stronie graniczą ze sobą jeszcze miejscowości Młynne (także w gminie Limanowa), Kamionna (gmina Trzciana) i Żegocina (gmina Żegocina), a nieco niżej wsie Laskowa (gmina Laskowa) i Rozdziele (gmina Żegocina).

## Galeria

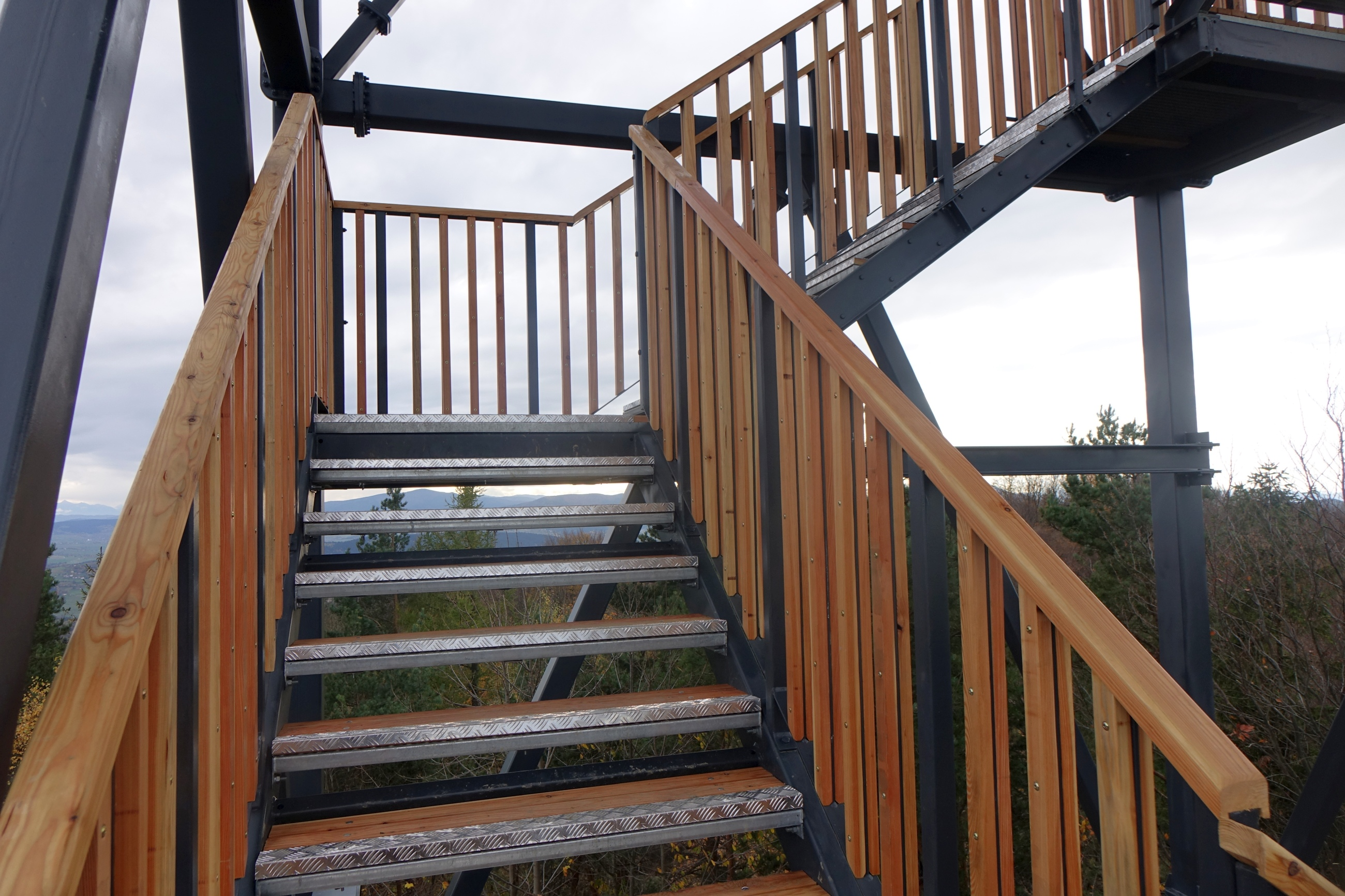
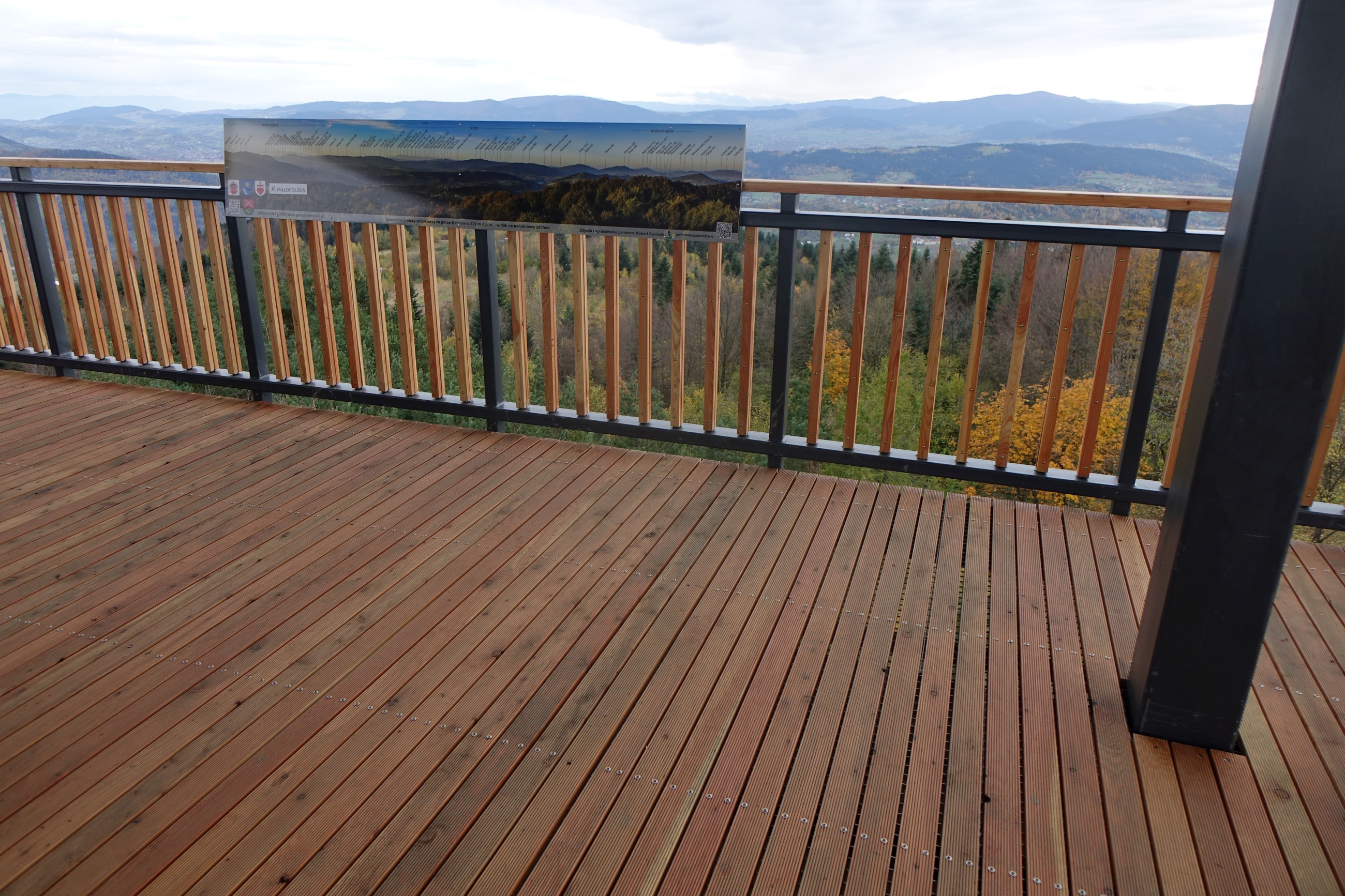
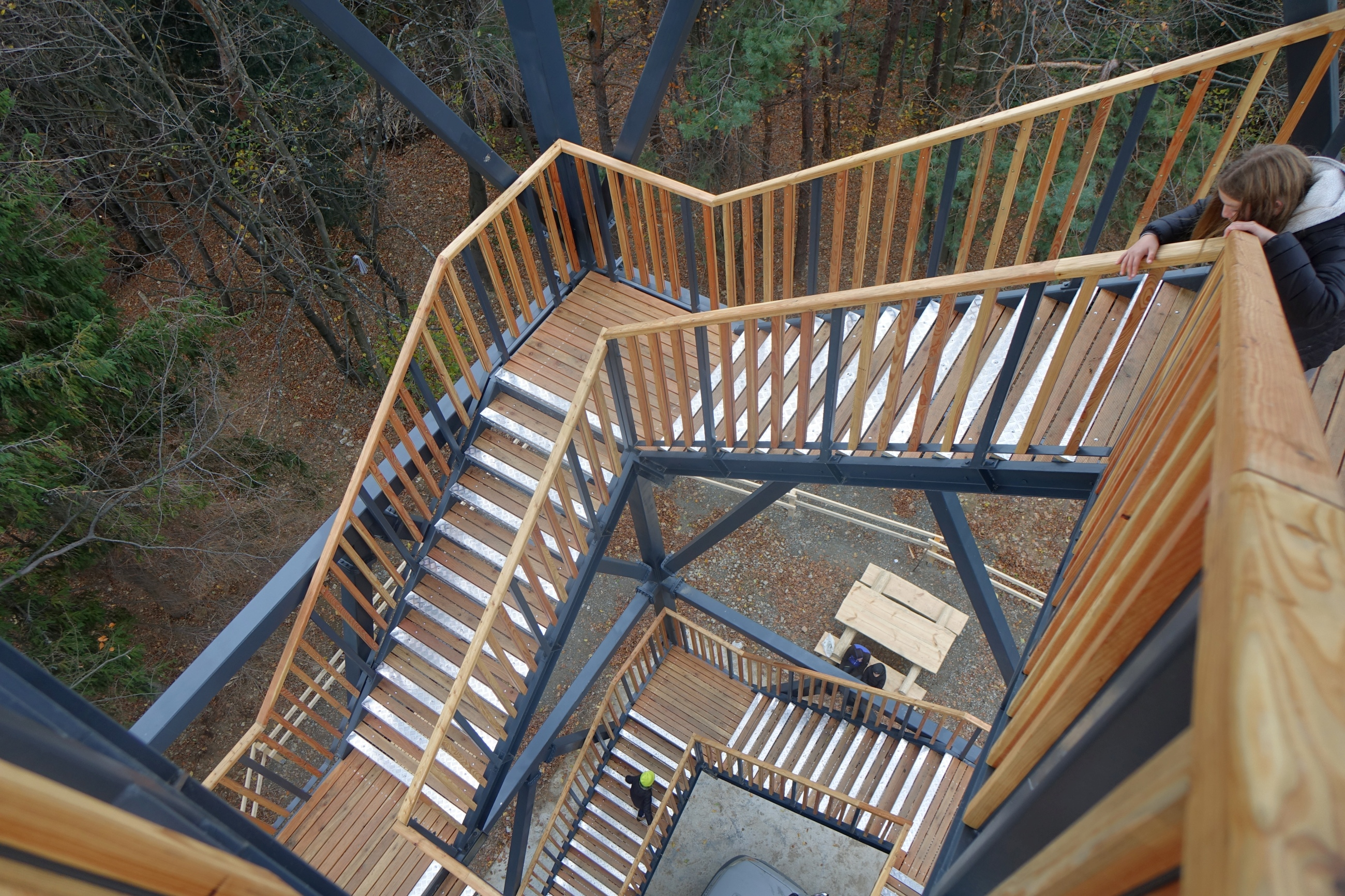
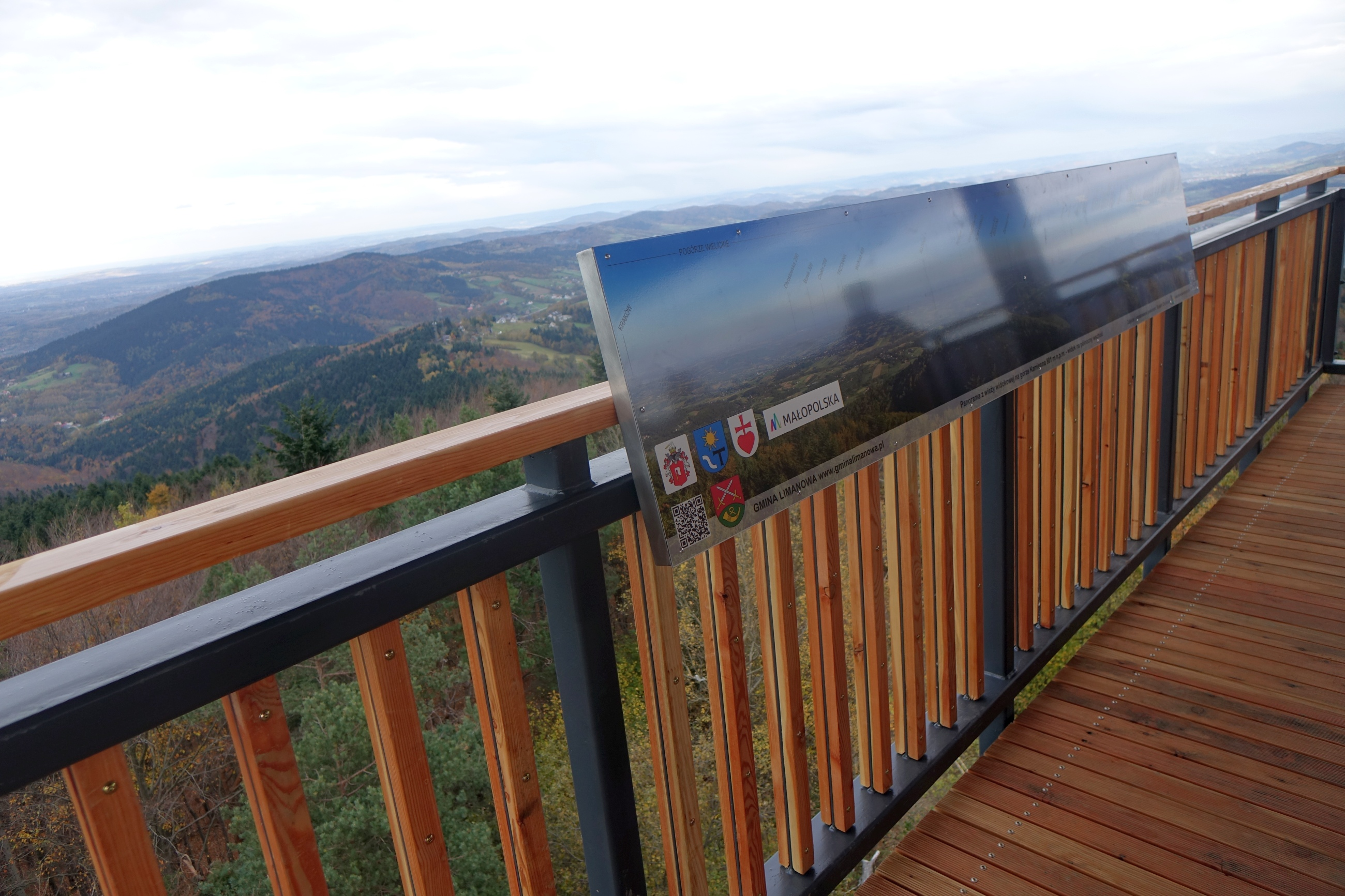

## Opis
Wieża ma stalową konstrukcję, wysokość 29 m i jest najwyższą wieżą widokową w Beskidzie Wyspowym. Wybudowała ją spółka Ekobudstal z Chorzowa, a jej koszt wyniósł około 1,6 miliona zł. Z dużego tarasu widokowego rozpościera się panorama 360 °C. Na tarasie zamontowano cztery opisane panoramy. Widoki obejmują Pogórze Wiśnickie, Pogórze Rożnowskie, Beskid Sądecki, Beskid Wyspowy, Gorce, Magurę Spiską, Tatry, Babią Górę z Pasmem Policy i Beskid Makowski.